# Увей (Ганьсу)
Увей (спрощ.: 武威; піньїнь: Wŭwēi) — міський округ у китайській провінції Ганьсу.

## Географія
Північ префектури лежить у пустелі Алашань, південна частина — між горами Уцяолін та Дабан.

### Клімат
Місто знаходиться у зоні, котра характеризується кліматом помірних степів. Найтепліший місяць — липень із середньою температурою 21 °C (69.8 °F). Найхолодніший місяць — січень, із середньою температурою -7.9 °С (17.8 °F).
| Клімат Увея             | Клімат Увея | Клімат Увея | Клімат Увея | Клімат Увея | Клімат Увея | Клімат Увея | Клімат Увея | Клімат Увея | Клімат Увея | Клімат Увея | Клімат Увея | Клімат Увея | Клімат Увея |
| Показник                | Січ.        | Лют.        | Бер.        | Квіт.       | Трав.       | Черв.       | Лип.        | Серп.       | Вер.        | Жовт.       | Лист.       | Груд.       | Рік         |
| Середня температура, °C | −7,9        | −4,5        | 2,4         | 9,6         | 15,1        | 18,7        | 21          | 20,1        | 14,8        | 8,2         | 0,2         | −6,4        | 7,6         |
| Норма опадів, мм        | 1.6         | 2.5         | 5.1         | 7.9         | 16.5        | 22.9        | 30.1        | 41.5        | 25.9        | 12.6        | 3.9         | 1.2         | 171.7       |
| Днів з опадами          | 1,9         | 2           | 3,2         | 4,2         | 6           | 7,7         | 10,4        | 9,7         | 9,1         | 4,7         | 2,4         | 1,2         | 62,5        |
| Вологість повітря, %    | 50.4        | 46.3        | 45          | 43.2        | 47.6        | 53.3        | 59.3        | 61          | 63.6        | 61.2        | 58.4        | 56.4        | 53.8        |
| ----------------------- | ----------- | ----------- | ----------- | ----------- | ----------- | ----------- | ----------- | ----------- | ----------- | ----------- | ----------- | ----------- | ----------- |
| Джерело: Weatherbase    |             |             |             |             |             |             |             |             |             |             |             |             |             |

## Адміністративний поділ
Міський округ поділяється на 1 район, 2 повіти й 1 автономний повіт:
| Карта                                   | Карта         | Карта          | Карта            |
| --------------------------------------- | ------------- | -------------- | ---------------- |
| Лянчжоу Міньцінь Гулан Тяньчжу- · Тибет |               |                |                  |
| Статус                                  | Назва         | Оригінал       | Населення (2020) |
| Район                                   | Лянчжоу       | 凉州区         | 885 277          |
| Повіт                                   | Гулан         | 古浪县         | 250 177          |
| Повіт                                   | Міньцінь      | 民勤县         | 178 470          |
| Автономний повіт                        | Тяньчжу-Тибет | 天祝藏族自治县 | 151 031          |